# Regensberg
Regensberg é uma comuna da Suíça, situada no distrito de Dielsdorf, no cantão de Zurique. Tem 2,37 km² de área e sua população em 2018 foi estimada em 485 habitantes.